# لولسفلد
لولسفلد (به آلمانی: Lülsfeld) یک شهر در آلمان است که در بایرن واقع شده‌است.

## خصوصیات
لولسفلد ۱۱٫۲۰ کیلومترمربع مساحت دارد ۲۵۲ متر بالاتر از سطح دریا واقع شده‌است.